# Alf Fistler
Alf Fistler (* 3. Oktober 1964) ist ein ehemaliger deutscher Fußballspieler und heutiger -trainer.

## Leben
Fistler spielte von Anfang der 80er-Jahre bis Anfang des neuen Jahrtausends aktiv Fußball im Herrenbereich. Für Blau-Weiß 90 Berlin und Hertha BSC bestritt er dabei 65 Spiele in der 2. Bundesliga (zwei Tore). Seitdem arbeitet er als Trainer, zuletzt beim Berliner SC. Außerdem ist er Physiotherapeut und arbeitete in dieser Funktion bereits Ende der 1990er-Jahre bei Tennis Borussia Berlin.
Neben seinen Tätigkeiten als Trainer und Physiotherapeut spielt Fistler in der Traditionsmannschaft von Hertha BSC.

## Statistik
| Liga          | Spiele (Tore) |
| ------------- | ------------- |
| 2. Bundesliga | 65 (2)        |